# Abe Knoop
Abe Knoop (28 de agosto de 1963) es un exfutbolista profesional de Curazao que actualmente se desempeña como preparador de porteros. Durante su carrera como jugador, a Knoop lo utilizaban principalmente como un portero suplente, pero obtuvo muchas apariciones con el Feyenoord y Vitesse de la primera división del fútbol holandés.

## Como jugador
| Club             | País         | Año       |
| ---------------- | ------------ | --------- |
| Feyenoord        | Países Bajos | 1983–1984 |
| Sparta Rotterdam | Países Bajos | 1985–1987 |
| FC Wageningen    | Países Bajos | 1987–1990 |
| AFC Ajax         | Países Bajos | 1990–1991 |
| Vitesse          | Países Bajos | 1991–1998 |

## Como preparador de porteros
| Club                        | País                   | Año       |
| --------------------------- | ---------------------- | --------- |
| Vitesse                     | Países Bajos           | 1998–2005 |
| S. L. Benfica               | Portugal               | 2005–2006 |
| Al-Jazira Sporting Club     | Emiratos Árabes Unidos | 2006–2007 |
| Selección de fútbol de Irán | Irán                   | 2009–2010 |